# Supercoppa croata 2016 (pallavolo maschile)
La Supercoppa croata 2016 si è svolta il 12 ottobre 2016: al torneo hanno partecipato due squadre di club croate e la vittoria finale è andata per la prima volta all'HAOK Mladost.

## Regolamento
Le squadre hanno disputato una gara unica.

## Squadre partecipanti
| Squadra         | Qualificazione                   | Ultima partecipazione |
| --------------- | -------------------------------- | --------------------- |
| Mladost Kaštela | Vincitrice 1.A Liga 2015-2016    | Debutto               |
| HAOK Mladost    | Vincitrice Coppa di Croazia 2015 | Debutto               |

## Torneo
| 12 ottobre 2016 Sportska Dvorana Kaštela, Castelvecchio Durata: ? - Spettatori: ? | Mladost Kaštela | 1 - 3 | HAOK Mladost | 25-27, 31-29, 20-25, 25-27 |